# Club Universidad de Guadalajara
Pour les articles homonymes, voir Guadalajara.
Maillots
L'Universidad de Guadalajara (nom complet : Club Deportivo Cachorros de la Universidad de Guadalajara) est un club de football mexicain de la ville de Guadalajara. Il est aussi appelé Union de Guadalajara. 
Le club évolue actuellement en deuxième division du championnat du Mexique. 
Le club surnommé Leones Negros, U. de G. ou Cachorros, joue ses matches à l'Estadio Olímpico de Guadalajara Jalisco (63 000 places).

## Repères historiques
Le club est fondé le 19 août 1970. 
Le club connaît son heure de gloire à la fin des années 1970 avec deux titres de vice-champion et une victoire en Coupe des champions de la CONCACAF.

## Palmarès
| Compétitions nationales | Compétitions internationales                                |
| - Coupe du Mexique (1) : - Vainqueur : 1991. - Finaliste : 1975 et 1989. - Championnat du Mexique de deuxième division (1) : - Vainqueur : 2013 (Apertura). | - Coupe des champions de la CONCACAF (1) - Vainqueur : 1978 |

## Anciens joueurs
- Manuel Nájera
- Rafael Chavez